# Mark Morrison (Eishockeyspieler, 1982)
Mark Morrison (* 10. Juli 1982 in Belfast, Nordirland, Vereinigtes Königreich) ist ein nordirischer Eishockeyspieler, der bis 2014 in der zweiten Mannschaft der Belfast Giants in der Scottish National League spielte, nachdem er zuvor viele Jahre für deren erster Mannschaft in der Elite Ice Hockey League auf dem Eis stand. 2019 wurde er für die zweite Mannschaft der Giants reaktiviert. International spielte er für die irische Eishockeynationalmannschaft. Sein Bruder David war ebenfalls irischer Eishockeynationalspieler.

## Karriere
Mark Morrison spielte seine gesamte Karriere für die Belfast Giants aus seiner Geburtsstadt in der Elite Ice Hockey League. 2006 und 2012 gewann er mit seiner Mannschaft die Hauptrunde der Liga und damit den britischen Meistertitel. 2009 gewann er mit den Giants sowohl den Challenge Cup als auch den Knockout Cup und 2010 die Playoffs der EIHL. Nachdem er 2012 vorübergehend seine Karriere beendet hatte, wurde er 2019 für die zweite Mannschaft der Giants in der Scottish National League reaktiviert.

### International
Der britische Staatsbürger Morrison spielte für Irland bei den Welttitelkämpfen der Division II 2008 und 2011 sowie der Division III 2007, als er als bester Stürmer und wertvollster Spieler des Turniers einer der Garanten des erstmaligen Aufstiegs der Iren in die Division II war, 2009 und 2010, als er als Topscorer (gemeinsam mit dem Griechen Dimitrios Kalyvas) und Torschützenkönig (gemeinsam mit dem Griechen Georgios Kalyvas) auch zum besten Stürmer des Turniers gewählt wurde und so maßgeblich zum erneuten Aufstieg der Iren in die Division II beitrug. Bei den Weltmeisterschaften 2009, 2010 und 2011 wurde er jeweils zum besten irischen Spieler gekürt.

## Erfolge und Auszeichnungen
- 2006 Britischer Meister mit den Belfast Giants
- 2007 Aufstieg in die Division II bei der Weltmeisterschaft der Division III
- 2007 Bester Stürmer und wertvollster Spieler bei der Weltmeisterschaft der Division III
- 2009 Gewinn des Challenge Cups und des Knockout Cups der Elite Ice Hockey League
- 2010 Playoff-Sieger der Elite Ice Hockey League
- 2010 Aufstieg in die Division II bei der Weltmeisterschaft der Division III, Gruppe A
- 2010 Topscorer, Torschützenkönig und bester Stürmer bei der Weltmeisterschaft der Division III, Gruppe A
- 2012 Britischer Meister mit den Belfast Giants